# Коваріація по викликаних спайках
Коваріація по викликаних спайках (англ. Spike-triggered covariance, STC) — це метод для характеристики властивостей відповідей нейронів, що використовує коваріацію стимулу, який викликає потенціали дії нейрону.
Метод коваріації по викликаних спайках схожий до методу усереднення по викликаних спайках (STA) і слугує додатковим засобом для оцінки лінійних фільтрів у лінійній-нелінійній Пуассонівській каскадній моделі. На відміну від STA, STC може бути використаний для визначення багаторозмірних властивостей простору, в якому нейрон вираховує свою відповідь.
Аналіз коваріації по викликаних спайках визначає властивості стимулу, який впливає на відповідь нейрону через розкладання по власних векторах спайк-викликаної коваріаційної матриці.
Власні вектори із власними числами, які статистично значимо більші або менші за власні числа коваріаційної матриці стимулу що не викликає відповідей нейрону відповідають осям стимулу по яких відповідь нейрону підсилюється або послаблюється.
Аналіз коваріації по викликаних спайках схожий до аналізу головних компонент, однак відрізняється тим що власні вектори, що відповідають найбільшому і найменшому власним значенням використовуються для визначення простору стимулу, який викликає відповідь нейрону.

## Зовнішні посилання
- Код в Matlab для обчислення STA та STC